# Камсинг Сринаук
Камсинг Сринаук (тайск. คำสิงห์ ศรีนอก) (род. 25 декабря 1930 года, Буа Яй, Таиланд) — тайский писатель из провинции Исан Таиланда. Пишет произведения под псевдонимом Law khamhɔ̌ɔm (тайск. ลาว คำหอม). В 1992 году за исключительный вклад в искусство Таиланда Камсингу Сринаук было присвоено звание «Национальный художник» в области литературы. Самыми известными работами писателя являются его сатирические рассказы, опубликованные в 1958 году в сборнике Fáa Bɔ Kân (тайск. ฟ้าบ่กั้น) (Небо без барьера). Историк Бенедикт Андерсон утверждает, что Камсинг Сринаук является самым известным писателем-новеллистом в Королевстве Таиланд.

## Биография
Камсинг Сринаук родился 25 декабря 1930 года в районе Буа Яй (тайск. บัวใหญ่) — провинции Накхонратчасима Северо-Восточного Таиланда. Камсинг был шестым ребенком в семье. Его родители Суай и Кхам Сринаук были фермерами. Детство Каминга прошло в сельской местности. Любимым занятием Камсинга было чтение, любовь к которому мальчику привил его дядя (монах).
После окончания школы  он поступил на факультет журналистики университета Чулалонгкорн и одновременно на факультет экономики в университете Таммасат, Бангкок. Будучи не в состоянии себя прокормить, он жил в Буддийском храме в Бангкоке, подрабатывал журналистом, пока не заболел и вынужден был бросить учебу. Оставив учебу, он работал журналистом, печатался в местных газетах. Работая журналистом, Камсинг писал статьи на политические темы. Он считал, что журналистика может помочь "усовершенствовать" тайское общество. Газеты и журналы были для Камсинга дверью в литературный мир Бангкока. Позднее Камсинг уехал из Бангкока, устроился работать в государственную лесную службу на севере Таиланда.
У Камсинга была личная ферма в Пак Чонге (Корат), где писатель занимался выращиванием кукурузы, хлопка, молока. Позже его «убежище» в деревне стало местом встречи молодых писателей, которые приезжали к Камсингу набираться опыта.
С 1953 по 1956 год работал лесником. По возвращении в Бангкок работал продавцом швейных машинок, потом основал собственное издательство под названием Квиан Тхонг.
В 1957 году Камсинг стал писать и публиковать свои рассказы в газете Пиямит (тайск. ปิยะมิตร) (Милый друг). Другими его опубликованными произведениями были: Чивит, Сангхомсат Паринат, Хуван Чай и Чатурат.
В 1959 году Камсинг опубликовал несколько рассказов в газете «Дорогой друг» (тайск.: ปิยะ มิตร).  Его рассказы публиковались и в других тайских газетах и журналах (Chiwit, Sangkhomsat Parithat, Khwuan Chai and Chathurat). В своих рассказах писатель описывает непростую жизнь тружеников села. Многочисленные публикации были связаны с ослаблением в 1955-1958 годах цензуры.
В 1960-х годах Камсинг работал в США, где получил от одного из издательств грант «Время жизни». 1967-1968 годы писатель провел в США. Возвращаясь в Таиланд, он посетил Францию, Германию, Израиль и Кот-д'Ивуар, где изучал литературу этих стран, читал в университетах лекции по современной тайской литературе. После возвращения в Таиланд Камсинг, по рекомендации Суката Саваци, принял участие в движении Sǎŋkhommasàat Pàríthát (Thai : สังคมศาสตร์ ปริทัศน์ ). В это время Камсинг писал статьи о социальной несправедливости в сельских районах Таиланда.
В 1970 году Камсинг женился. В семье Камсинга и Пауви родилось три дочери. В 1973 году Камсинг  вступил в Социалистическую партию Таиланда и был избран заместителем председателя партии. Имея ферму, он продал часть коров для финансирования кампании по выборам партии в парламент Таиланда. В 1975 году занимался в Министерстве образования развитием школьного образования.
6 октября 1976 года в столице Таиланда Бангкоке произошла бойня в университете Таммасат. После этих событий Камсинг бежал с семьей в Лаос. Его произведения были запрещены в Таиланде. В 1977 году он со своей семьей уехал в Швецию.  В Швеции он стал членом Шведской ассоциации писателей, начал писать свой первый роман Mɛɛw (Кошки. Thai : แมว). Роман был опубликован в 1983 году после возвращения Каминга в Бангкок. В конце 1970-х годов писатель отправился в лекционный тур по городам США, а в 1981 году после объявленной в стране амнистии вернулся в Бангкок.
В мае 2011 года Камсинг вместе с другими 358-ю общественными деятелями выступал за пересмотр статьи 112 Уголовного кодекса Таиланда и подписал «Тайный писательский манифест». Статья 112 Уголовного кодекса Таиланда относится к разделу государственных преступлений. Она предусматривает ответственность за устное или письменное оскорбление короля или членов королевской семьи. Срок заключения за оскорбление — до 15 лет. Однако международные правозащитные организации считают узниками совести людей, осужденных по этой статье, а саму статью — политической.

## Звания
В 1992 году за  исключительный вклад в искусство Таиланда Камсингу Сринауку было присвоено звание "Национальный художник" в области литературы  (Национальные художники получают в Таиланде ежемесячную зарплату в размере 12 000 бат, медицинские льготы и др.).

## Произведения
Среди известных работ писателя — сатирические рассказы, опубликованные в 1958 году в сборнике Fáa Bɔ Kân (тайск. ฟ้าบ่กั้น) (Небо без барьера), в 2001 году — в сборнике Политик и другие рассказы. Последний сборник рассказов Камсинг посвятил своей матери.
Камсинг Сринаук является автором рассказов, эссе и романов:
- Пляжный медведь (тайск. กระเตงลูกเลียบขั้วโลก );
- Стены (рассказы и эссе) (тайск. กำแพง);
- Стена ветра (тайск. กำแพงลม);
- Народные сказки "Ветры" (короткие рассказы) (тайск. นิทานชาวบ้าน - ลมแล้ง);
- Голубой бар (рассказ) (тайск. ฟ้าบ่กั้น);
- Я потерял зубы (рассказ);
- Золотоногие лягушки (рассказ);
- Кошки (роман) (тайск. แมว);
- Запрещенная повестка дня: нетерпимость и неповиновение на Ближнем Востоке [11].

Произведения писателя переведены на английский, шведский, датский, голландский, японский, сингальский, малайский, немецкий  и французский языки. В  1973 — 1976 годы его рассказы в Таиланде включались в школьную программу.